# Egon Schein
Egon Schein (* 20. Januar 1912 in Kiel; † 14. Februar 1977 in Hamburg) war ein deutscher Leichtathlet und Olympiateilnehmer.

## Leben
Bei den Europameisterschaften 1934 gewann er die Goldmedaille mit der 4-mal-100-Meter-Staffel in 41,0 s. Die Reihenfolge der Staffelläufer war Egon Schein, Erwin Gillmeister, Gerd Hornberger, Erich Borchmeyer.
Egon Schein startete bei den Olympischen Spielen 1936 im 200-Meter-Lauf und schied nach dem Vorlauf aus.
Schein gehörte dem Sportverein Hamburger SV an, für den er insgesamt fünf Deutsche Meistertitel holte, 1934 und 1936 über die 200 Meter und 1931, 1933 sowie 1934 mit der 4-mal-400-Meter-Staffel des Vereins.
Egon Schein wurde auf dem Friedhof Ohlsdorf beigesetzt. Die mittlerweile verwaiste Grabstätte liegt im Planquadrat Bl 52 südlich der Abzweigung der Ida-Ehre-Allee von der Mittelallee.